# Јаловец (Прјевидза)
Јаловец (слч. Jalovec) насељено је мјесто са административним статусом сеоске општине (слч. obec) у округу Прјевидза, у Тренчинском крају, Словачка Република.

## Становништво
| Година:    | 1994. | 2004.   | 2014.   | 2024.   |
| ---------- | ----- | ------- | ------- | ------- |
| Број људи: | 526   | 561     | 585     | 591     |
| Разлика:   |       | +6,65 % | +4,27 % | +1,02 % |

| Година:    | 2023. | 2024.   |
| ---------- | ----- | ------- |
| Број људи: | 582   | 591     |
| Разлика:   |       | +1,54 % |

Према подацима о броју становника из 2011. године насеље је имало 595 становника.